# 銀線美洲鱥
銀線美洲鱥（學名：Notropis stilbius），為輻鰭魚綱鯉形目雅羅魚科的其中一種，廣泛分佈於美國密西西比州、阿拉巴馬州、田納西州和喬治亞州的莫比爾灣流域，本魚呈長橢圓形且側扁，眼大、口近下位，體長可達9公分，棲息在植被生長、礫石底質的溪流，生活習性不明。